# Coelestin Vivell
Coelestin Max Vivell OSB (* 21. Oktober 1846 in Wolfach; † 10. März 1923 in Seckau (Steiermark)) war ein deutscher Benediktinermönch und Musikforscher.

## Leben
Er besuchte ab 1860 das Gymnasium in Offenburg und ab 1867 das Lyzeum in Konstanz. Ursprünglich wollte er die Offizierslaufbahn einschlagen, entschied sich aber 1869 für das Priesterseminar in Freiburg im Breisgau und trat 1871 in das Kloster Beuron ein. Dort legte er am 27. April 1873 die Profess (die ewigen Gelübde) ab; am 28. Mai 1874 erhielt er zu Rottenburg am Neckar die Priesterweihe.
Er kam nach Beuron und wurde dort auf Grund seiner guten Leistungen als Chorsänger zum Cantor ernannt. Durch die Gottesdienstordnung in Beuron ergab dieses Amt eine größere Verantwortlichkeit für den Chor als in der liturgischen Organisation französischer Klöster. Nach seinen Studien in Beuron nahm er wegen seiner sängerischen Fähigkeiten an mehreren Neugründungen der Beuroner Benediktiner teil: So war er 1875–82 in der neuen belgischen Abtei Maredsous, kam im Zusammenhang mit dem Kulturkampf über Beuron im Jahr 1883 ins Emauskloster in Prag und bezog im gleichen Jahr als einer der ersten Ansiedler die neu gegründete Abtei Seckau, in der er verschiedene Ämter bekleidete (u. a. das des Cantors) und bis zu seinem Tode blieb.
Von 1902 an veröffentlichte Vivell Studien, die die Reform des Chorgesangs in Deutschland begünstigten. Er führte eine lebhafte wissenschaftliche Korrespondenz; der Schwerpunkt seiner Forschungen lag auf dem Gebiet des gregorianischen Chorals. Im Gegensatz jedoch zu Peter Wagner, einem Mitglied der Vatikanischen Kommission, der seine Forschungen hauptsächlich dem Studium der in Büchern notierten Gesänge widmete, konzentrierte sich Vivell auf die mittelalterlichen Theoretiker. Er führte damit auch die Arbeit seines Landsmannes Martin Gerbert (1720–1793) und von Edmond de Coussemaker (1805–1876) fort; Vivells wichtiges Verzeichnis Initia tractatuum musices (1912) basierte auf Ausgaben der beiden Genannten von 1784 und 1864.
Seine musiktheoretischen Studien haben heute noch Bedeutung, obgleich der Commentarius anonymus in Micrologum, den er nur nach einer Wiener Vorlage edierte, mittlerweile eine quellenmäßig besser fundierte wissenschaftliche Ausgabe durch Joseph Smits van Waesberghe gefunden hat. Coelestins persönliche Bescheidenheit ließ es nicht zu, öffentlich oder im Kreise seiner Mitbrüder über seine eigenen Studien und Publikationen zu sprechen. Sein handschriftlicher Nachlass befindet sich im Abteiarchiv Seckau (Kat. Nr. 39).